# Kolimbari
Kolimbari (grec Κολυμβάρι [kolim'bari], normalment transliterat kolymbari, però sovint transcrit d'altres maneres com kolympari o kolymvari) és una població al nord-oest de l'illa de Creta, a la província històrica de Kíssamos, a la prefectura de Khanià.
Des del 2011 (reforma del pla Kalikratis) forma part del municipi de Plataniàs.
La població és un centre local de comerç i de pesca. No té platges que interessin els turistes, que prefereixen les veïnes Maleme o Plataniàs.
Hi desemboca el riu Spiliakos. Inclou la península de Rodopos, despoblada en la major part. El monestir de Moni Gonia és a prop.
L'antic municipi també inclou els pobles de Rodopou, Afrata, Vasilopoulo, Spilia, Kares, Episkopi, Vouves, Glossa, Panethimos, Nochia, Deliana, Drakona, Ravdouchas, Kalidonia, i Kamissiana.